# William Soares
William Soares da Silva, meglio noto come William Soares (Goiânia, 30 dicembre 1988), è un calciatore brasiliano, centrocampista del Petro Atlético.

## Carriera
Ha giocato nella prima divisione rumena con il CFR Cluj, con cui ha anche vinto un campionato.

## Palmarès

### Club

#### Competizioni nazionali
- Campionato rumeno: 1

CFR Cluj: 2020-2021